# Bocca di Navene
Die Bocca di Navene, alternative Schreibweise Bocca di Navène, ist ein 1420 m s.l.m. hoher Bergsattel am Monte Baldo in den Gardaseebergen. Am Sattel verläuft die Grenze zwischen den italienischen Provinzen Trient und Verona. Der Sattel stellt den tiefsten Einschnitt am Bergrücken des Monte Baldo dar.

## Geographie
Der Bergsattel trennt den Monte Altissimo di Nago (2078 m) im Norden, von der restlichen Gruppe mit dem höchsten Gipfel des Massivs, der Cima Valdritta (2292 m) im Süden. Er bildet eine klare geomorphologische Trennlinie zwischen der nördlichen Untergruppe und der südlichen Untergruppe des Monte Baldo. Zugleich stellt der Sattel die Grenze zwischen dem Trentiner und dem Veroneser Teil des Monte Baldo teil. Auf der östlichen Seite des Sattels liegt der Stausee Lago di Prà della Stua.
Die Bocca Navene liegt am südwestlichen Rand des NATURA 2000 Schutzgebietes Monte Baldo di Brentonico, das die Kernzone des Parco naturale locale del Monte Baldo bildet.

## Geschichte
Die Bocca di Navene wurde wahrscheinlich bereits während der Steinzeit als Übergang genutzt, wie der Fund einer Feuersteinklinge an der Ostseite des Sattels vermuten lässt.
1703 wurde hier während des Spanischen Erbfolgekrieges der Vormarsch der französischen Truppen unter General Vendôme von den Österreichern aufgehalten.
Während des Ersten Weltkrieges wurde die nach dem italienischen General Andrea Graziani benannte Strada Graziani über den Sattel errichtet, die nach dem Krieg fertiggestellt wurde und Brentonico im Norden mit Ferrara di Monte Baldo im Süden verbindet. Nach den Vorstellungen Grazianis sollte nach dem Krieg auf dem Sattel ein Hotel und mehrere Ferienhäuser entstehen, die zudem mit einer Seilbahn von Malcesine aus erschlossen werden sollten. Der für 1928 festgesetzte Baubeginn wurde zunächst aufgeschoben, bevor das Projekt fallen gelassen wurde. Anstelle der Seilbahn auf die Bocca di Navene wurde 1962 die Seilbahn Malcesine auf den Passo Tratto Spino in Betrieb genommen.

## Flora und Fauna
Ab dem 16. Jahrhundert war die Bocca di Navene, wie der übrige Monte Baldo, Ziel von Botanikern. Giovanni Pona war der erste, der auf den Spuren des 1566 erschienenen Werkes Il viaggio di Monte Baldo von Francesco Calzolari auch nachweislich an der Bocca di Navene Station machte. Ihm folgte im 19. Jahrhundert Ciro Pollini. Der Sattel stellt auch einen wichtigen Übergang für Zugvögel dar und wird insbesondere im Herbst von Sperlingsvögeln verschiedener Arten auf ihrem Zug in die Winterquartiere genutzt.

## Wirtschaft und Verkehr
Am Sattel befindet sich ein bewirtschaftetes Rifugio. Direkt über den Sattel führt die Provinzstraße SP 8 del Monte Baldo, auch als Strada Graziani bezeichnet. Außer direkt über die Landstraße kann der Sattel als Bergwanderung vom unterhalb am Gardasee liegenden Navene, einem Ortsteil von Malcesine, aus erreicht werden.

Blick von der Bocca di Navene auf den Gardasee und Limone sul Garda